# Liste der Flaggen im Landkreis Waldeck-Frankenberg
Diese Liste beinhaltet alle in der Wikipedia gelisteten Flaggen im Landkreis Waldeck-Frankenberg mit seinen Vorgängerkreisen, Städten und Gemeinden. Anbetrachts der Tatsache, dass in Hessen vorwiegend Banner bzw. Hochflaggen üblich sind, werden die Genehmigungsdaten und die Flaggenbeschreibung auch auf diese bezogen.

## Landkreis Waldeck-Frankenberg und Vorgängerkreise
| Landkreis           | Banner | Hissflagge | Kommentare |
| ------------------- | ------ | ---------- | --- |
| Waldeck-Frankenberg | 2:5    | 5:3        | Genehmigt * am 26. Januar 1975: „Der Landkreis Waldeck-Frankenberg führt folgendes Kreiswappen: Der von Blau und Gold schräg links geteilte Schild zeigt oben den wachsenden von Silber und Rot gestreiften Löwen und unten den acht-strahligen Waldecker Stern. Die Flagge des Landkreises Waldeck-Frankenberg zeigt auf drei gleichbreiten Bahnen von Schwarz, Rot und Gold im oberen Drittel das Wappen des Landkreises.“ (Wappen genehmigt am 21. Juni 1974)                                                                               |
| Frankenberg         | 2:5    | 5:3        | Genehmigt * am 14. August 1962: „Die Kreisflagge besteht aus 3 Querstreifen, oben blau, in der Mitte weiß, unten blau, im Verhältnis 1:3:1, Der mittlere Strefen ist mit dem etwas zum Flaggenstock hin verschobenen Kreiswappen belegt.“ Wappenbeschreibung: „In Blau auf goldenem Dreiberg einander zugewendet und stehend ein mehrfach von Silber und Rot geteilter Löwe und ein rot bewehrter goldener Löwe, die ein sechsspeichiges silbernes Rad halten.“ (Wappen genehmigt durch das Hessische Staatsministerium am 21. September 1950) |
| Waldeck             | 2:5    | 5:3        | Beschlossen vom Kreistag am 3. Mai 1955, genehmigt * am 6. Juni 1956: „Auf schwarz-rot-goldenem Flaggenfeld ein achtstrahliger schwarzer Stern auf goldener Scheibe.“ Wappenbeschreibung: „In Gold ein achtstrahliger schwarzer Stern.“ (Wappen genehmigt 1929) |

Wichtiger Hinweis
Zur Zeit der Erstellung dieses Artikels befinden sich darin noch keine Flaggenabbildunggen, sondern die Platzhalter  für Hissflaggen und  für Banner. Entsprechende Platzhalter  sind auch auf den Wappenlisten üblich und eine Aufforderung, die noch fehlenden Abbildungen zu finden oder zu erstellen und hochzuladen.

## Städte und Gemeinden
| Stadt oder Gemeinde                 | Banner                         | Hissflagge       | Kommentare |
| ----------------------------------- | ------------------------------ | ---------------- | --- |
| Gemeinde Allendorf (Eder)           |                                | 5:3              | Genehmigt * am 17. März 1980: „Auf der blau-weiß-blau (im Verhältnis 1 :4 : 1) gestreiften Flagge in der oberen Hälfte der weißen Mittelbahn das Gemeindewappen.“ Wappenbeschreibung: „In Blau zwei abgekehrte goldene Halbmonde über einem sechsstrahligen silbernen Stern.“ (Wappen genehmigt am 11. April 1967) |
| Stadt Bad Arolsen (Bad seit 1997)   | 2:5                            | 5:3              | Genehmigt * am 30. März 1976: „Die Flagge zeigt die Farben Schwarz-Gold-Schwarz im Verhältnis 1:3:1, belegt mit dem Wappen der Stadt.“ Wappenbeschreibung: „In Silber eine bewurzelte grüne Eiche mit goldenen Eicheln, belegt mit einem goldenen Herzschild, der ein schwarzes A überhöht von einem oberhalben schwarzen Stern zeigt.“ (Wappen genehmigt am 2. Februar 1938 und erneut am 30. März 1976) |
| Stadt Bad Wildungen (Bad seit 1906) | Banner der Stadt Bad Wildungen | 5:3              | Genehmigt * am 6. Juni 1955: „In einem von Schwarz und Gold geteilten Feld oben vorne in Schwarz ein goldener achtstrahliger Stern.“ Die Flagge ist vom Stadtwappen abgeleitet: „In Schwarz ein achtstrahliger goldener Stern.“ (Wappenführung in der heutigen Farbgebung seit dem 18. Jahrhundert) |
| Stadt Battenberg (Eder)             |                                | 5:3              | Genehmigt * am 20. Mai 1985: „Die Flagge der Stadt Battenberg zeigt auf der von Schwarz, Weiß und Schwarz im Verhältnis 1 : 4 : 1 längsteilten Flaggenbahn in der oberen Hälfte der weißen Mittelbahn das Stadtwappen.“ Wappenbeschreibung: „Schild gespalten von Schwarz und Silber.“ (Wappenführung seit dem 13. Jahrhundert) |
| Gemeinde Burgwald                   |                                | 5:3              | Genehmigt * am 1. März 1984: „Die Flagge der Gemeinde Burgwald zeigt auf der von Grün, Weiß und Grün im Verhältnis 1 : 3 : 1 längsteilten Flaggenbahn in der oberen Hälfte der breiten Mittelbahn das Wappen der Gemeinde Burgwald.“ Wappenbeschreibung: „Das Wappen zeigt unter blauem Zinnenschildhaupt zu sieben Zinnen im von Silber und Grün im Tannenschnitt zu vier Spitzen mit je zwei Ästen geteilten Schild unten ein silbernes Johanniterkreuz.“ (Wappen genehmigt am 14. August 1981)                                         |
| Gemeinde Diemelsee                  |                                | 5:3              | Genehmigt * am 8. Februar 1980: „Die Flagge zeigt auf der von Blau und Gelb längsgestreiften Flaggenbahn das Wappen der Gemeinde.“ Wappenbeschreibung: „Das Wappen zeigt im durch Wellenschnitt schräggeteilten Schild oben in Gold den achtstrahligen schwarzen Waldecker Stern, unten in Blau eine fünfblättrige silberne Rose mit goldenem Butzen und grünen Kelchblättern.“ |
| Stadt Diemelstadt                   |                                | 5:3              | Genehmigt * am 22. Mai 1979: „Die Flagge der Stadt Diemelstadt zeigt auf der von Schwarz Gelb und Schwarz im Verhältnis 2 : 3 : 2 längsgeteilten Flaggenbahn in der oberen Hälfte das Wappen der Stadt.“ Wappenbeschreibung: „In Rot über beiderseits ansteigender silberner Zinnenmauer mit offenem Tor zwischen zwei Zinnentürmen einhohes kreuzbekröntes silbernes Giebelhaus; die bogenfürmige goldene Nische belegt mit einem achtstrahligen schwarzen Stern.“ (Wappen genehmigt am 11. Februar 1972)                                |
| Gemeinde Edertal                    |                                | 5:3              | Flagge in Gebrauch seit etwa 1979, Flaggengenehmigung nicht bekannt: „Auf weißem Flaggentuch aufgelegt das Gemeindewappen.“ Wappenbeschreibung: „Das Wappen der Gemeinde Edertal zeigt im goldenen Feld über blauen Wellenschildfuß den achtstrahligen, schwarzen Waldecker Stern.“ (Wappen genehmigt am 16. Februar 1976) |
| Stadt Frankenau                     |                                |                  | Genehmigt * am 18. Mai 1992: „Von Rot, Gold (Gelb) und Rot im Verhältnis 17 : 66 : 17 gespalten, im oberen Drittel belegt mit dem Stadtwappen.“ Wappenbeschreibung: „In Rot ein blau-bewehrter und -gezungter goldener Löwe.“ (Wappen durch Siegelabdrücke seit dem 16. Jahrhundert belegt) |
| Stadt Frankenberg (Eder)            |                                | 5:3 Stadtfarben: | Flaggengenehmigung nicht bekannt: „Als Wappen führt die Stadt Frankenberg (Eder) in Blau einen aus goldenem Dreiberg hervorwachsenden, golden gekrönten und golden bewehrten, dreifach von Silber und Rot geteilten Löwen. Die Stadtfarben sind blau-weiß. Die amtliche Stadtfahne zeigt das Stadtwappen in der Mitte des längsgestreiften, blau-weißen Fahnentuches. Als Siegel wird die Darstellung der Stadt Frankenberg (Eder) mit Mauer, Tor und fünf Türmen geführt.“                                                               |
| Stadt Gemünden (Wohra)              |                                | 5:3              | Genehmigt * am 26. Juni 1981: „Die Flagge zeigt auf der nach dem oberen Drittel von Schwarz und Weiß gevierten Flaggenbahn auf der Vierung das Wappen der Stadt.“ Wappenbeschreibung: „In Silber ein rot bewehrter schwarzer Ziegenadler, die Fänge erhöht von je einem sechsstrahligen goldenen Stern.“ |
| Gemeinde Haina (Kloster)            |                                | 5:3              | Flagge in Gebrauch seit 2004: „…“ Wappenbeschreibung: „Das Wappen der Gemeinde Haina (Kloster) zeigt im durch einen von Rot und Silber geschachten Schräglinksbalken geteilten Schild oben in Rot eine silberne, goldbesetzte Abtsmitra, unten in Silber einen grünen Eichenbruch mit drei Blättern und zwei Eicheln.“ |
| Stadt Hatzfeld (Eder)               |                                | 5:3              | Flagge in Gebrauch seit 1960, Flaggengenehmigung nicht bekannt: „Von Rot und Weiß längsgestreift, in der oberen Hälfte belegt mit dem Wappen der Stadt.“ Wappenbeschreibung: „In Silber über einer schwarzgefugten, roten Zinnenmauer mit offenem Tor eine blaubedachte Burg, beseitet von zwei blaubedachten roten Türmen, erhöht von einem goldenen Schildchen, darin ein schwarzer Maueranker.“ |
| Stadt Korbach                       |                                | 5:3              | Farben älter als 1948; Quelle: Stadtverwaltung. Flaggengenehmigung: nicht bekannt, alt: „Von Blau und Weiß längsgestreift, in der oberen Hälfte belegt mit dem Wappen der Stadt.“ Wappenbeschreibung: „Geteilt von Blau und Gold, oben ein wachsender, hersehender Bischof im silbernen Ornat mit goldenem Besatz, Buch und Stab in den Händen haltend, unten ein unterhalber, schwarzer, achtstrahliger Stern (Waldecker Stern).“ (Die Wappenfigur wurde bereits auf Siegeln aus dem 13. und 14. Jahrhundert gezeigt)                    |
| Stadt Lichtenfels (Hessen)          |                                | 5:3              | Genehmigt * am 18. Februar 1991: „Die Stadtflagge zeigt auf grün-weiß-grüner Flaggenbahn (Verhältnis 1 : 1 : 1) in der oberen Hälfte aufgelegt das Stadtwappen.“ Wappenbeschreibung: „In Gold der schwarze achtstahlige Waldecker Stern, bewinkelt von acht roten Rosen mit silbernen Butzen.“ (Wappen genehmigt am 28. September 1973) |
| Stadt Rosenthal (Hessen)            |                                | 5:3              | Flaggenführung seit 2008: „Die Stadtfarben sind rot-weiß. Die amtliche Stadtfahne zeigt das Stadtwappen in der Mitte des längsgestreiften Fahnentuchs (Hessen-Fahne).“ Wappenbeschreibung: „Das Wappen der Stadt Rosenthal zeigt im roten Schild, begleitet oben und unten zu beiden Seiten von je einer fünfblättrigen goldenen Rose mit blauem Butzen und grünen Kelchblättern.“ (Wappen genehmigt am 17. Mai 1983) |
| Gemeinde Twistetal                  |                                | 5:3              | Genehmigt * am 17. März 1992: „Die Flagge der Gemeinde Twistetal zeigt auf der von Schwarz, Gelb (Gold) und Rot (im Verhältnis 1 : 1 : 1) längsgeteilten Flaggenbahn in der oberen Hälfte aufgelegt das Gemeindewappen.“ Wappenbeschreibung: „Das Wappen der Gemeinde Twistetal zeigt im roten Schild ein siebenspeichiges silbernes Rad, belegt mit einem schwarzen Schild, der einen achtstahligen goldenen Stern zeigt.“ (Wappen genehmigt am 18. Mai 1982)                                                                            |
| Gemeinde Vöhl                       | 1:3                            | 5:3              | Genehmigt * am 4. Oktober 1984: „Die Flagge der Gemeinde Vöhl zeigt auf der von Blau, Weiß und Blau im Verhältnis 2 : 9 : 2 längsgeteilten Flaggenbahn zentriert das Wappen der Gemeinde.“ Wappenbeschreibung: „Das Wappen der Gemeinde Vöhl zeigt im silbernen Schild auf grünem Grund eine rote, blaubedachte Burg mit rechtsgestelltem Turm, davor im blauen Schild einen goldengekrönten und rotgezungten, von Silber und Rot geteilten Löwen.“ (Wappen genehmigt am 17. August 1977)                                                 |
| Stadt Volkmarsen                    | keine Flagge                   | keine Flagge     | Die Stadt führt keine Flagge. Wappenbeschreibung: „Über silberner Quadermauer in Blau ein säulengetragener, fialenbesetzter silberner Doppelbogen, auf ihm in der Mitte und beiderseits je ein rot bedachtes Türmchen; in den Nischen die golden gekleideten und nimbierten Brustbilder des heiligen Petrus mit silbernem Schlüssel und des heiligen Paulus mit aufrechtem silbernen Schwert in der Rechten und rotem Buch in der Linken.“                                                                                                |
| Stadt Waldeck                       |                                | 5:3              | Genehmigt * am 13. Mai 1976: „Die Flagge der Stadt Waldeck zeigt auf zwei gelb-schwarz gedrittelten Bahnen in verwechselten Farben das Wappen der Stadt.“ Wappenbeschreibung: „In Gold ein sechsstrahliger schwarzer Stern, aufgelegt eine weiße Lilie.“ (Wappen genehmigt am 9. Juni 1972) |
| Gemeinde Willingen (Upland)         | 2:5                            | 5:3              | Genehmigt * am 23. Dezember 1987: „Die Flagge der Gemeinde Willingen zeigt das Gemeindewappen: In Gold über einem siebenzackigen, grünen Tannenschnittfuß, der das untere Drittel einnimmt, ein achtstrahliger schwarzer Stern, belegt mit einem sechsstrahligen weißen Schneekristall.“ Wappenbeschreibung: „In Gold über einem siebenzackigen, grünen Tannenschnittfuß ein achtstrahliger schwarzer Stern, belegt mit einem sechsstrahligen weißen Schneekristall.“ (Wappen genehmigt am 30. Dezember 1968 und erneut am 12. Juni 1974) |

## Ehemalige Städte und Gemeinden sowie historische Flaggen
| Stadt oder Gemeinde    | Banner | Hissflagge       | Kommentare |
| ---------------------- | ------ | ---------------- | --- |
| Gemeinde Arolsen 1929  |        | 8:5              | Genehmigt am 23. September 1929: „.“ Wappenbeschreibung: Die Stadt wurde am 31.12.1970 neu gebildet. |
| Gemeinde Bromskirchen  |        | 5:3              | Flagge in Gebrauch seit etwa 1983: „Von Rot und Weiß längsgeteilt, im oberen Teil belegt mit dem Wappen der Gemeinde.“ Wappenbeschreibung: „Das Wappen der Gemeinde Bromskirchen zeigt im von Gold und Schwarz gespaltenen Schild vorne ein goldenes Schwert, dessen Griff kreuzförmig gestaltet ist, hinten ein schräggestelltes, von einem goldenen Balken überdecktes schwarzes Gitter.“ (Wappen genehmigt am 12. November 1982) Die Gemeinde Bromskirchen wurde am 1. Januar 2023 in die Gemeinde Allendorf (Eder) eingemeindet. |
| Stadt Fürstenberg 1929 |        | 5:3 Stadtfarben: | Flaggengenehmigung nicht bekannt: „Flagge grün, weiß.“ Wappenbeschreibung: „In Silber aus einem unterhalben achtstrahligen schwarzen Stern wachsend ein Heiliger (hl. Johannes der Täufer) im Fellgewand, mit der Linken auf eine goldene Scheibe in der Rechten weisend, darin ein silbernes Osterlamm mit silberner Kreuzfahne.“ Fürstenberg wurde am 1. Oktober 1971 Teil der neuen Stadt Lichtenfels. |
| Stadt Landau/Waldeck   |        | 5:3 Stadtfarben: | Genehmigt * 1967: „Flagge blau und weiß.“ Wappenbeschreibung: „In Gold inmitten einer runden roten Zinnenmauer mit offenem Tor und goldenem Fallgatter drei blau bedachte rote Türme, die mit je einem achtstrahligen schwarzen Stern besteckt sind.“ Die Stadt Landau/Waldeck wurde am 1. Januar 1974 in die Stadt Bad Arolsen eingemeindet. |
| Stadt Mengeringhausen  |        | 5:3 Stadtfarben: | Genehmigt ????: „Flagge grün, weiß.“ Wappenbeschreibung: „In Gold aus einem unterhalben, achtstrahligen schwarzen Stern wachsend ein blau gerüsteter, silbern nimbierter, blonder, silberner Heiliger (heiliger Georg) mit blauem Schwert in der Rechten und silbernem Schild mit durchgehendem roten Kreuz in der Linken.“ Die Stadt Mengeringhausen wurde am 1. Januar 1974 in die Stadt Bad Arolsen eingemeindet. |
| Gemeinde Oberasphe     |        | 5:3              | Genehmigt * am 3. September 1959: „Auf der breiten goldenen Mittelbahn des blaugoldblauen Flaggentuches das Gemeindewappen.“ Wappenbeschreibung: „Im blauen Feld drei goldene Rauten balkenweise schrägrechts gestellt, im oberen Feld ein vierblättriges Kleeblatt in Gold.“ Die Gemeinde Oberasphe wurde am 1. Januar 1974 nach Battenberg (Eder) eingemeindet, am 1. Juli 1974 nach Münchhausen (am Christenberg) und wechselte dadurch zum Landkreis Marburg-Biedenkopf.                                                         |